# Garrus Vakarian
Garrus Vakarian è un personaggio principale della serie di videogiochi Mass Effect, membro della squadra di Shepard in tutti i titoli della trilogia della BioWare.

## Caratteristiche
Garrus è un Turian, una delle più evolute specie della galassia nell'universo di Mass Effect. Il suo abbigliamento è caratterizzato da un'armatura blu e nera e un visore che tiene sempre sull'occhio sinistro. Da Mass Effect 2, inoltre, avrà una vistosa cicatrice sulla parte destra del viso, segno delle operazioni a cui è stato sottoposto dopo l'incidente su Omega. Il concept originale del personaggio è stato realizzato da Brian Sum, mentre la sua armatura è stata scelta da diversi modelli realizzati da Matt Rhodes.
Garrus è un tiratore eccezionale e un esperto ingegnere sul campo di battaglia, oltre a possedere discrete abilità logistiche e tattiche che lo renderebbero un potenziale leader. Specializzato in abilità sia belliche che tecnologiche, Garrus può utilizzare fucili d'assalto e fucili di precisione.
Dal punto di vista caratteriale, come tutti i Turian è un soldato coraggioso e inarrestabile, che affronta i nemici senza timori né ripensamenti. Tuttavia egli stesso si definisce un "cattivo Turian" per la sua attitudine al fare giustizia anche se ciò comporta non seguire le regole, che generalmente disprezza. Curiosamente, se Shepard femmina svela i sentimenti che prova per lui si scopre una parte del carattere del personaggio inedita: se coinvolto in discussioni a sfondo sentimentale, Garrus si dimostra piuttosto goffo e impacciato, mostrando una timidezza che mai si vedrebbe nel gioco con Shepard maschio.

## Storia

### Mass Effect
Inizialmente nell'SSC (il Servizio di Sicurezza della Cittadella), Garrus decide di unirsi al Comandante Shepard nella sua caccia contro Saren, in quanto la sua posizione di guardia per la Cittadella non gli consentirebbe la possibilità di andare avanti nelle sue ricerche contro lo Spettro traditore, stroncate dall'intervento dell'Esecutore Pallin, suo superiore. Si sa poco del passato di Garrus, a parte il fatto che è cresciuto su Palaven (il pianeta natale dei Turian) e che suo padre è stato uno dei migliori agenti dell'SSC. Si unisce a Shepard per abbandonare le regole che ogni agente dell'SSC dovrebbe seguire e poter agire come crede sia giusto per lui.

### Mass Effect 2
Dopo la morte di Shepard, Garrus segue il consiglio datogli dal comandante e torna alla Cittadella per rientrare nell'SSC o diventare uno Spettro, dipendentemente da ciò che Shepard gli consiglia durante i dialoghi nel primo gioco. Rimane però disgustato dalla burocrazia sulla Cittadella e dal fatto che il Consiglio ha insabbiato tutto sull'attacco della Sovereign alla stazione, dando la colpa ai Geth e non ai Razziatori. Lascia quindi nuovamente l'SSC (o l'addestramento per Spettri) e, sotto il nome di "Archangel", crea una propria squadra su Omega per combattere le bande di mercenari che spadroneggiano in quegli ambienti. Entro breve i suoi compagni vengono però eliminati dai nemici in seguito a un tradimento di uno dei membri della squadra stessa. Garrus si trova quindi tutte le bande criminali di Omega contro, e riesce a sopravvivere solo grazie all'aiuto di Shepard, che tornato in vita grazie a Cerberus lo cerca per convincerlo a far parte della sua nuova squadra. Tuttavia, durante lo scontro rimane gravemente ferito e, sanguinante e incosciente, viene portato sulla Normandy per essere curato. Una volta ripresosi, deciderà di restare con Shepard. Sulla nave il comandante avrà la possibilità di parlargli e scoprire ogni dettaglio del tradimento di Sidonis, e aiutarlo o meno nell'ucciderlo e vendicare i compagni della sua squadra su Omega.

### Mass Effect: Homeworlds
Nel terzo e penultimo volume della serie a fumetti dedicata a Mass Effect, incentrato su Garrus, si racconta di come Garrus abbia deciso di lasciare nuovamente la Cittadella dopo la morte di Shepard e di come abbia formato la sua squadra di venti uomini a Omega, sino al tradimento di Sidonis.

### Mass Effect 3
Se sopravvive all'attacco alla base dei Collettori, dopo che Shepard si consegna all'Alleanza torna al suo pianeta natale, Palaven, per mettere al corrente la sua gente dell'arrivo dei Razziatori. Racconta la sua esperienza al padre, che inaspettatamente gli crede e convince il Primarca suo amico a prepararsi militarmente per difendersi dall'invasione. Viene quindi messo a capo di una delle neonate task force su Menae, la luna più grande di Palaven. All'arrivo di Shepard su Menae, Garrus decide di unirsi a lui e alla sua squadra a bordo della Normandy.